# 125e bataillon de tirailleurs sénégalais
Le 125e bataillon de tirailleurs sénégalais (125e BTS) est un bataillon des troupes coloniales françaises, créé à la fin de la Première Guerre mondiale puis déployé en Turquie.

## Création et différentes dénominations
- 16 juillet 1918 : formation du 125e bataillon de tirailleurs sénégalais à Fréjus, comme unité de cadres
- 23 juillet 1918 : le bataillon fournit des hommes pour la formation du 126e BTS
- 22 août 1918 : le bataillon reçoit son contingent d'hommes
- Automne 1920 : dissolution

## Chefs de corps
- 16 juillet 1918 : Chef de bataillon de Goy[1]
- 31 août 1918 : Capitaine Couturier[1]

## Historique des garnisons, combats et batailles du125eBTS
Le bataillon est formé le 16 juillet 1918, avec uniquement ses cadres. Il ne reçoit son contingent d'hommes que le 22 août.
Du 15 au 17 septembre 1918, le bataillon embarque à destination de l'Armée d'Orient. Il arrive à Salonique du 26 au 30 septembre.
Le 30 mars 1919, le bataillon reprend le bateau à destination d'Héraclée du Latmos, débarquant à Constantinople début avril. Deux compagnies du bataillon reçoivent alors l'ordre de rejoindre Afioun Karahissar pour protéger les voies ferrées vers Smyrne, à capitaux français. Elles sont retirées en février 1920.
Rattaché à la 122e division d'infanterie (244e brigade), le bataillon est détaché en Anatolie chargé de la protection de la voie ferrée Panderma-Afioun Karahissar-Magnésie,. Il passe à la fin du mois de septembre à la 152e brigade de la 122e DI et est relevé le 18 octobre suivant par un bataillon du 27e régiment de tirailleurs algériens.
Le 125e BTS passe le 31 octobre à la division territoriale de Turquie et s'installe à Constantinople. En juillet 1920, il occupe toujours Constantinople mais a deux compagnies détachées à Anadolu-Kavak.
Le bataillon est dissous à l'automne 1920.

### Sources et bibliographie
- Journal des marches et des opérations du 125e BTS (no 26 N 873/17) (lire en ligne).
- Jean Bernachot, Les Armées français en Orient après l'armistice de 1918, vol. 2 : L'armée du Danube, l'armée française d'Orient (28 octobre 1918 - 25 janvier 1920), Paris, Imprimerie nationale, 1970, 445 p. (BNF 35120723).